# Obligación accesoria tributaria
Es toda aquella obligación distinta a la de pagar impuestos y, a su vez, es distinta a la obligación accesoria civil. 
Cuenta RUT
Esta obligación accesoria es autónoma, es decir, no dependen de la obligación principal, y no está  para garantizar el pago de la obligación principal.

## Situación en Chile
- Obligación de obtener RUT.

Artículo 66 Código Tributario
- Obligación de hacer o dar aviso o inicio de actividades.

Artículo 68 Código Tributario.
- Obligación de dar aviso del término del giro.

Artículo 69 Código Tributario.
- Datos: Q9051524